# Erinni (fumetto)
Erinni è un fumetto italiano, ideato e scritto da Ade Capone, e disegnato da vari autori tra cui Luca Panciroli, Alessio Fortunato, Andrea Bianchi Carnevale, Marco Sciame, Michele Cropera.

## Storia editoriale
La serie originale è stata pubblicata dal 1995 al 1997 dalla Liberty, piccola casa di distribuzione creata dall'autore stesso. Nonostante la distribuzione limitata alle librerie specializzate e alle mostre-mercato, il fumetto ottenne critiche positive, e raggiunse con il primo numero la ragguardevole cifra di tredicimila copie vendute che, a distanza di venti anni, ancora detiene il record di vendite nel circuito delle fumetterie per un fumetto italiano.
Una seconda serie, intitolata Erinni II, è stata pubblicata tra il 1999 e il 2002.
Nel 2005 è stata annunciata una ristampa a colori in 5 albi per il mercato anglosassone ad opera della Narwain Publishing.
Il bacio della morte, un curioso team up tra la sanguinaria Erinni e il popolare personaggio di Rat-Man, è stato invece presentato alla convention di Lucca Comics nel 1997, e più volte ristampato.

## Ambientazione
Le caratteristiche del personaggio eponimo, Erinni, sono direttamente ispirate alla mitologia greca. Secondo tale tradizione le Erinni erano tre divinità associate alla vendetta, figlie del dio Urano e dotate di ali di pipistrello e serpenti al posto della capigliatura. Esse avevano il compito di punire i delitti che non venivano scoperti dalla fallibile giustizia degli uomini.
La Erinni di Ade Capone è in realtà una spietata serial killer, che si cela sotto le mentite spoglie dell'ex attrice e insegnante universitaria Eleanor Glenn e che, ricattata da un poliziotto, è indotta a vendicare le malefatte e i delitti rimasti impuniti. Nell'ambientazione del fumetto la dimensione erotica gioca un ruolo fondamentale, accanto a quella noir, cercando tuttavia di non scadere nella pornografia. La protagonista, prevalentemente omosessuale, indugia tuttavia spesso in relazioni sessuali con le sue vittime maschili prima di ucciderle.

## Riconoscimenti
Il fumetto ha vinto nel 1998 il Premio Fumo di China come miglior produzione indipendente.
Inoltre ha vinto il Premio INCA Winter '98 per il "miglior personaggio femminile" (per la storia Il bacio della morte).

## Riedizione 2014
A partire dall'ottobre 2014, la prima e la seconda serie di Erinni sono state ripubblicate in un'edizione bonellide da edicola in quattro volumi da parte di Editoriale Cosmo.